# 桃井章
桃井 章（ももい あきら、1947年11月3日 - ）は、日本の脚本家。東京都出身。父は国際政治学者の桃井真、女優の桃井かおりは実妹。

## 経歴
東京都立北園高等学校卒業。シナリオ研究所修了後、PRライターを経て25歳の時にデビューする。以降、数多くのテレビドラマ・映画のシナリオを手がける。
1998年、雑誌「ドラマ」1998年8月号の寄稿にて脚本家廃業宣言をし、正式に脚本家を廃業する。趣味の料理を職業とすべく、郷鍈治・ちあきなおみが経営していた喫茶店「COREDO」（コレド）の屋号と場所を借り受け、バーとして開業する。その後乃木坂に移転し、2013年11月17日まで営業していた。
2007年11月再婚と同時に脚本家復活宣言をし、2008年に自身の脚本による舞台公演を行う。
2014年からは恵比寿のテアトロジャージャンで作品を上演している。

## 主な作品

### 劇映画
- 真夜中の妖精 (1973)
- 白い娼婦 花芯のたかまり (1974)
- 赤ちょうちん (1974) 中島丈博と共同脚本
- メス (1974)
- 実録おんな鑑別所 性地獄 (1975)
- 続実録おんな鑑別所 (1975)
- 奴隷妻 (1976)
- 女秘書の告白 果肉のしたたり (1976)
- エロス学園 感度ばつぐん (1977)
- 16歳 妖精の部屋 (1977)
- 釣りバカ日誌 (1988)
- 結婚 中井・鷲尾篇 (1993)
- 雷電（1994）

### TV
- 太陽にほえろ!
- 俺たちの勲章
- 俺たちの旅
- 特捜最前線
- 池中玄太80キロPart2
- 熱中時代
- ゆうひが丘の総理大臣
- ハロー!グッバイ
- ハーフポテトな俺たち
- 私鉄沿線97分署
- ニュータウン仮分署
- 危険な再会
- お父さんは心配症
- 先生はワガママ
- 八神くんの家庭の事情
- ダブルマザー
- 法医学教室の事件ファイル
- 代表取締役刑事
- 刑事貴族2